# MC MOGURA
MC MOGURA（エムシー・モグラ、2000年8月18日 - ）は、日本のヒップホップのMC。ラッパー。

## 来歴
2017年より、音楽活動を始める。2019年3月北嶺高等学校卒業。
- 2019年
  - 3月、第15回高校生RAP選手権に参加し[1]、Novel Coreらを破り、ベスト4に進出[2]。
- 2023年
  - 3月、慶應義塾大学法学部政治学科卒業。
  - 4月、博報堂に入社。
  - 12月、1stアルバム『土からみた地球』をリリース。
- 2024年
  - 10月、2ndアルバム『Shopping Mole』をリリース。
- 2025年
  - 3月、3rdアルバム『Journalist』をリリース。

## ディスコグラフィ

### シングル
| 2024年9月28日 | 完全に天使                  |  | 1. 完全に天使                  |   |               |                           |  |                              |  |
| 2025年3月1日  | さくらすぎる (feat. DOTAMA) |  | 1. さくらすぎる (feat. DOTAMA) | - | 2025年3月16日 | 水金地火木 (feat. ミメイ) |  | 1. 水金地火木 (feat. ミメイ) |  |

### 楽曲提供
| 発売日        | タイトル                           | 収録曲                  |
| ------------- | ---------------------------------- | ----------------------- |
| 2024年1月17日 | 七海うらら 1st Mini Album「Prism」 | 4.Love and Hate（作詞） |

### 参加作品
- DOTAMA「THE BOYS」(2024年9月29日)
1. THE BOYS feat. MC MOGURA